# Estação Porte de Clichy
Porte de Clichy é uma estação da linha 13 do Metrô de Paris, localizada no 17.º arrondissement de Paris.

## História
A estação foi aberta em 20 de janeiro de 1912, como o terminal do ramal noroeste da linha B (atual linha 13) da Société du chemin de fer électrique souterrain Nord-Sud de Paris (conhecida como Nord-Sud).
Ela se tornou uma estação de passagem em 3 de maio de 1980 após o lançamento da extensão a Gabriel Péri — Asnières — Gennevilliers (atual Gabriel Péri).
Em 2011, 4 156 619 passageiros entraram nesta estação. Ela viu entrar 4 021 254 passageiros em 2013, o que a coloca na 122a posição das estações de metrô por sua frequência.
No início de 2018, o subtítulo Tribunal de Paris apareceu nos planos da linha após a inauguração da nova Cidade Judiciária de Paris. Este subtítulo no entanto não aparece nas plataformas, a decoração de estilo "Nord-Sud" com a denominação inscrita nas grandes cerâmicas não se prestam a ele.

## Serviços aos Passageiros

### Acessos
A estação tem três acessos: um primeiro implantado no boulevard Berthier, um segundo que leva ao boulevard Bessières e um terceiro perto do cruzamento do boulevard Bessières com a avenue de la Porte-de-Clichy.

### Plataformas
Porte de Clichy é uma estação de configuração particular: ela é constituída de duas meias-estações não paralelas, com 75 m, situadas no antigo circuito de retorno e cada uma compreendendo uma via de plataforma lateral sob uma abóbada elíptica.
Ela conservou sua decoração característica da Nord-Sud original com quadros publicitários e bordas do nome da estação em cerâmica de cor verde (tinta utilizada para terminais e estações de transferência), bem como a denominação incorporada na faiança em branco sobre um fundo azul de tamanho muito grande entre os quadros publicitários, apenas no pé-direito no lado da plataforma. O nome da estação também está inscrito em fonte Parisine em placas esmaltadas no lado da via. Não há desenhos geométricos na abóbada e nas plataformas, nem direções escritas na cerâmica dos tímpanos, que são todas cobertas com telhas de faiança brancas biseladas.
Esse estilo foi combinado desde a década de 1980 com uma decoração de estilo "Andreu-Motte" com uma rampa luminosa laranja por meia-estação, assim como um banco em telhas laranjas planas com assentos "Motte” da mesma cor. A estação é portanto, com Pasteur e Porte de Versailles na linha 12, uma das três da rede a misturar a decoração "Andreu-Motte" à cerâmica tradicional "Nord-Sud".

### Intermodalidade
A estação está em correspondência com a estação da linha C do RER, ramal de Pontoise. Ela é servida pelas linhas 54, 74, 138, 173 e 528 da rede de ônibus RATP. A estação também é servida pela linha T3b do Tramway (depois de 24 de novembro de 2018) e, à noite, pelas linhas N15 e N51 da rede de ônibus Noctilien.

## Projetos

### Metrô

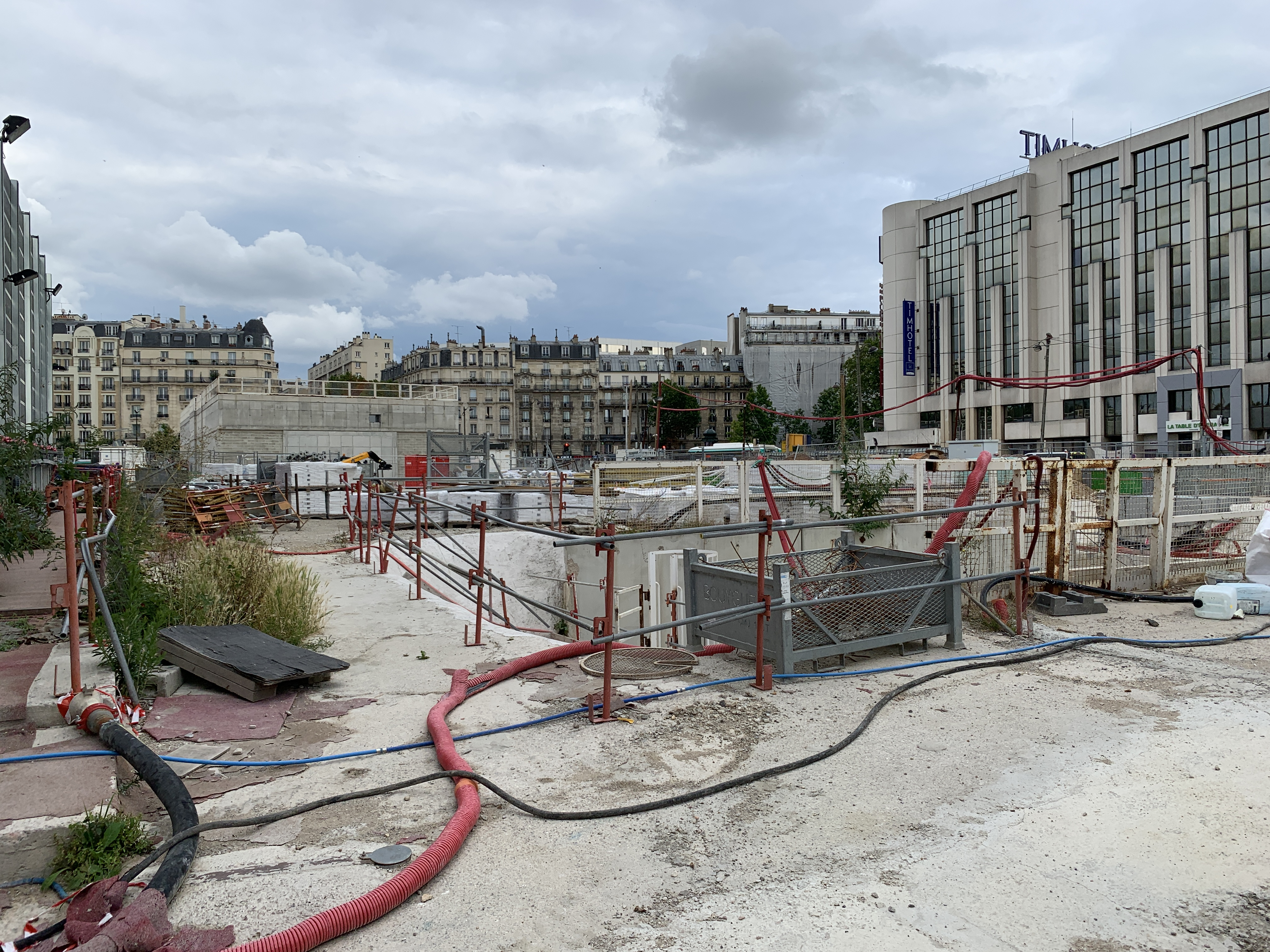
Local de construção da estação da linha 14

A estação deve ser servida até 2020 pela linha 14 do metrô quando for estendida. A construção desta estação começou em junho de 2014.
A estação da linha 14 será paralela à avenue de Porte-de-Clichy, localizada em construções da futura ZAC Clichy-Batignolles. O acesso principal à estação se fará na esquina da avenue de la Porte-de-Clichy e do boulevard Bessières. Dois acessos secundários serão implantados, um no pátio da Cidade Judiciária de Paris, na esquina da avenue de la Porte-de-Clichy e da rue André-Suarès e o outro na esquina do boulevard Berthier e da avenue de la Porte-de-Clichy, para se conectar com o tramway da linha T3b. Sua realização foi confiada ao consórcio Eiffage TP/Razel-Bec.
A estação será construída em sete níveis. Ela terá uma área de 8 954 m2, um comprimento de 120,5 m e uma largura de 20,65 m. Suas plataformas serão situadas a uma profundidade de 26 metros.
A estação será aberta em janeiro de 2021.

### RER abandonado
Uma das variantes do traçado da extensão do RER E para o oeste também a serviria, mas esse traçado foi excluído em fevereiro de 2011 em favor daquele que passa por Porte Maillot.

## Pontos turísticos
- Ateliers Berthier
- Parc Clichy-Batignolles - Martin-Luther-King
- Cemitério de Batignolles
- Lycée Honoré-de-Balzac
- Gymnase Léon-Biancotto
- École 42
- Cidade Judiciária de Paris
- 36, rue du Bastion